# Het Regatta-mysterie
Het Regatta-mysterie (of Het Regatta Mysterie) is een bundeling van korte verhalen geschreven door Agatha Christie. Deze verhalen verschenen eerder al apart in diverse Britse en Amerikaanse tijdschriften. In 1939 werden deze gebundeld in het boek "The Regetta Mystery" en in de Verenigde Staten uitgegeven door Dodd, Mead and Company. Het is de eerste verhalenbundel van Agatha Christie die niet verscheen in het Verenigd Koninkrijk. De verhalen verschenen later wel in verzamelboeken.

## Verhalen
| (en) originele titel             | (nl) titel                       | Synopsis |
| -------------------------------- | -------------------------------- | --- |
| The Regatta Mystery              | Het Regatta-mysterie             | Parker Pyne gaat op zoek naar een diamant die werd gestolen tijdens een regatta in de haven van Dartmouth.                                                                                              |
| The Mystery of the Baghdad Chest | Het mysterie van de Spaanse kist | Poirot gaat op zoek naar de dader van een moord. Het lijk werd tijdens een dansfeest gevonden in een kist.                                                                                              |
| How Does Your Garden Grow?       | Hoe staat je tuintje erbij?      | Poirot onderzoekt de moord van een dame die hem een cryptische hulpbrief had geschreven. Zij woonde in een landhuis met een prachtig onderhouden tuin.                                                  |
| Problem at Pollensa Bay          | Een exotische remedie            | Parker Pyne lost een dispuut op tussen een moeder en haar toekomstige schoondochter. |
| Yellow Iris                      | Op de sterfdag van Iris          | Poirot krijgt een anonieme telefoon met de melding om naar een bepaald restaurant te gaan. Eenmaal daar ligt er op de gereserveerde tafel de favoriete bloem van een vrouw die vier jaar eerder stierf. |
| Miss Marple Tells a Story        | Miss Marple vertelt              | Miss Marple vertelt hoe ze ooit een ingenieuze moord oploste vanuit haar zetel. |
| The Dream                        | Een droom                        | Een excentrieke miljonair bespreekt met Poirot een droom waarin hij komt te sterven. Een week later is de man dood.                                                                                     |
| In a Glass Darkly                | Wurger in spiegelbeeld           | Een jonge man ziet in een spiegel hoe iemand een meisje wurgt. Gebeurt dit werkelijk? |
| Problem at Sea                   | Moord aan boord                  | Poirot onderzoekt de dood van een rijke vrouw. Haar lichaam werd gevonden in de cabine van een schip nabij de kust van Alexandrië.                                                                      |

Yellow Iris werd later herwerkt tot een volwaardig verhaal onder de titel Sprankelend blauwzuur. Het personage van Hercule Poirot werd vervangen door Colonel Race.

## Verhalen in Nederlandse versie
De Nederlandse versie van het Regatta-mysterie wijkt af van de Amerikaanse uitgave. Vier verhalen werden weggelaten en in andere bundels opgenomen. De verhalen Hoe staat je tuintje erbij? en Miss Marple vertelt verschenen respectievelijk in de 4e en 5e vijfling. Het verhaal Een droom kwam in de bundel Avontuur met een kerstpudding. Het mysterie van de kist uit Bagdad kreeg in 1998 een plaats in de bundel Zolang het licht is. In de Nederlandse versie werden ook zes verhalen uit andere bundels toegevoegd.
| Engelse Titel           | Nederlandse titel        | USA bundel                                      | UK bundel                                       | Vijfling |
| ----------------------- | ------------------------ | ----------------------------------------------- | ----------------------------------------------- | -------- |
| The Regatta Mystery     | Het Regatta-mysterie     | The Regatta Mystery - 1e verhaal                | Problem at Pollensa Bay and Other Stories       | 17e      |
| Problem at Pollensa Bay | Een exotische remedie    | The Regatta Mystery - 2e verhaal                | Problem at Pollensa Bay and Other Stories       | 17e      |
| The Lamp                | Spookjes onder elkaar    | The Hound of Death and Other Stories            | The Hound of Death and Other Stories            | 20e      |
| Yellow Iris             | Op de sterfdag van Iris  | The Regatta Mystery - 4e verhaal                | Problem at Pollensa Bay and Other Stories       | nee      |
| Magnolia Blossom        | Faillissement in duplo   | The Golden Ball and Other Stories               | Problem at Pollensa Bay and Other Stories       | 20e      |
| The Last Seance         | Moord op het medium      | The Hound of Death and Other Stories            | The Hound of Death and Other Stories            | 16e      |
| Next to a Dog           | Een hond als bruidsschat | The Golden Ball and Other Stories               | Problem at Pollensa Bay and Other Stories       | 18e      |
| The Actress             | Lijk op bestelling       | While the light lasts                           | While the Light Lasts and Other Stories         | nee      |
| Problem at Sea          | Moord aan boord          | The Regatta Mystery - 9e verhaal                | Poirot's Early Cases                            | 4e       |
| In a Glass Darkly       | Wurger in spiegelbeeld   | The Regatta Mystery - 10e verhaal               | Miss Marple's Final Cases and Two Other Stories | 16e      |
| Sanctuary               | Het toevluchtsoord       | Miss Marple's Final Cases and Two Other Stories | Miss Marple’s Final Cases and Two Other Stories | 3e       |